# Västra Götalands län

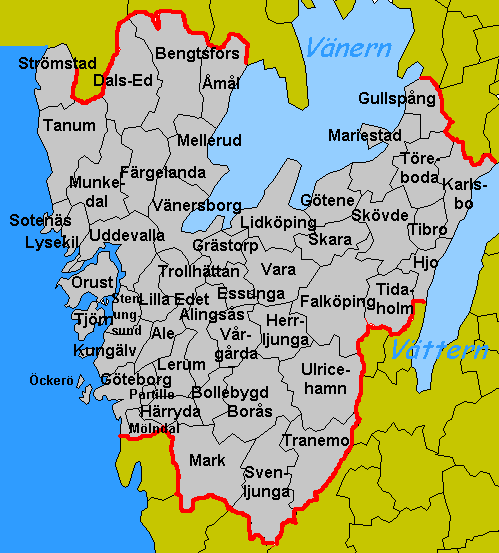
Kommuner i Västra Götalands län.

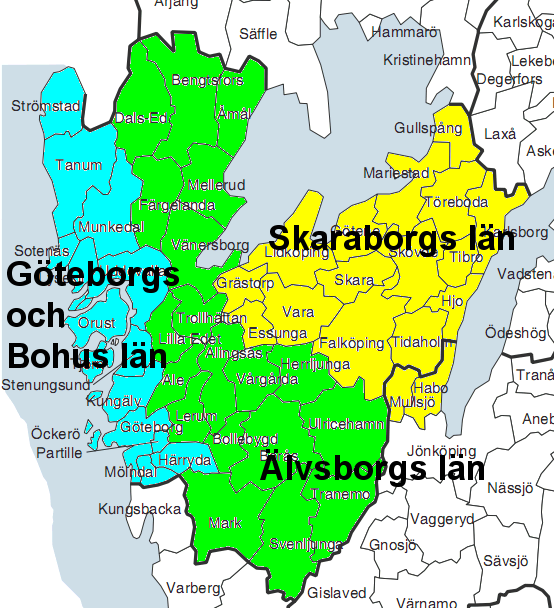
Länsindelningen före länssammanslagningen.

Västra Götalands län är ett av Sveriges län, beläget i sydvästra delen av landet, vid den norra och mellersta delen av Sveriges västkust och vars residensstad är Göteborg.
Västra Götalandsregionen, tidigare Landstinget, har dock sin huvudort i Vänersborg.

## Geografi
Länet omfattar hela landskapet Bohuslän, huvuddelarna av  Dalsland och Västergötland samt mindre delar av Halland (Lindome socken)  och Värmland (Södra Råda socken). Det består av 49 kommuner vilket gör att det är det län i Sverige med störst antal kommuner och har drygt 1,6 miljoner invånare, vilket är ca 16,7 procent av Sveriges befolkning och gör det till det näst största länet sett till befolkningen. Länet gränsar till Värmlands län, Örebro län, Östergötlands län (i Vättern), Jönköpings län och  Hallands län. Länet gränsar också till Østfold fylke och Vestfold fylke i Norge. Länsgränsen går genom Sveriges två största insjöar Vänern och Vättern.

### Öar
Tre av Sveriges sju största öar ligger i länet.
- Orust, fjärde största
- Hisingen, femte största
- Tjörn, sjunde största[2]

## Styre och politik

### Administrativ indelning
Länet bildades som ett storlän den 1 januari 1998 genom en sammanslaging av Göteborgs och Bohus län (inrättat 1680), Älvsborgs län, och större delen av Skaraborgs län (de senare inrättade 1634). Kommunerna Mullsjö och Habo som tidigare ingick i Skaraborgs län ingår sedan dess istället i Jönköpings län. Ett år senare skedde sammanläggning av motsvarande landsting till Västra Götalandsregionen. Det nya länet fick sin länskod 14 och länsbokstav O från Göteborgs och Bohus län.
De tio största kommunerna efter landareal:

#### Största kommuner
De befolkningsmässigt tio största kommunerna:
| Nr | Kommun             | Folkmängd (2022) | Huvudort    |
| -- | ------------------ | ---------------- | ----------- |
| 1  | Göteborgs kommun   | 596 841          | Göteborg    |
| 2  | Borås kommun       | 114 445          | Borås       |
| 3  | Mölndal kommun     | 70 109           | Mölndal     |
| 4  | Trollhättan kommun | 59 274           | Trollhättan |
| 5  | Skövde kommun      | 57 463           | Skövde      |
| 6  | Uddevalla kommun   | 57 282           | Uddevalla   |
| 7  | Kungälvs kommun    | 49 068           | Kungälv     |
| 8  | Lerum kommun       | 43 536           | Lerum       |
| 9  | Alingsås kommun    | 42 199           | Alingsås    |
| 10 | Lidköping kommun   | 40 457           | Lidköping   |

De största kommunerna efter yta:
| Nr | Kommun     | Areal (km²) |
| -- | ---------- | ----------- |
| 1  | Ulricehamn | 1 046       |
| 2  | Falköping  | 1 045       |
| 3  | Mark       | 929         |
| 4  | Svenljunga | 920         |
| 5  | Tanum      | 917         |
| 6  | Borås      | 909         |
| 7  | Bengtsfors | 883         |
| 8  | Tranemo    | 741         |
| 9  | Dals-Ed    | 724         |
| 10 | Vara       | 697         |

## Befolkning

### Demografi

#### Tätorter
De befolkningsmässigt tio största tätorterna enligt 2018 års avgränsning:
| Nr | Tätort             | Folkmängd (31 december 2020) | Kommun (största)    |
| -- | ------------------ | ---------------------------- | ------------------- |
| 1  | Göteborg           | 607 882                      | Göteborgs kommun    |
| 2  | Borås              | 74 042                       | Borås kommun        |
| 3  | Trollhättan        | 50 502                       | Trollhättans kommun |
| 4  | Nordöstra Göteborg | 47 211                       | Göteborgs kommun    |
| 5  | Skövde             | 39 580                       | Skövde kommun       |
| 6  | Uddevalla          | 35 916                       | Uddevalla kommun    |
| 7  | Lerum              | 28 520                       | Lerums kommun       |
| 8  | Alingsås           | 27 433                       | Alingsås kommun     |
| 9  | Kungälv            | 26 960                       | Kungälvs kommun     |
| 10 | Vänersborg         | 24 558                       | Vänersborgs kommun  |

Residensstaden är i fet stil

#### Befolkningsutveckling
| Befolkningsutvecklingen i Västra Götalands län 1970–2025 | Befolkningsutvecklingen i Västra Götalands län 1970–2025 | Befolkningsutvecklingen i Västra Götalands län 1970–2025 | Befolkningsutvecklingen i Västra Götalands län 1970–2025 | Befolkningsutvecklingen i Västra Götalands län 1970–2025 |
| -------------------------------------------------------- | -------------------------------------------------------- | -------------------------------------------------------- | -------------------------------------------------------- | -------------------------------------------------------- |
|                                                          |                                                          |                                                          |                                                          |                                                          |
| År                                                       |                                                          |                                                          | Invånare                                                 |                                                          |
| 1970                                                     | 1970                                                     |                                                          | 1 366 708                                                | 1 366 708                                                |
| 1975                                                     | 1975                                                     |                                                          | 1 384 484                                                | 1 384 484                                                |
| 1980                                                     | 1980                                                     |                                                          | 1 391 774                                                | 1 391 774                                                |
| 1985                                                     | 1985                                                     |                                                          | 1 397 122                                                | 1 397 122                                                |
| 1990                                                     | 1990                                                     |                                                          | 1 441 293                                                | 1 441 293                                                |
| 1995                                                     | 1995                                                     |                                                          | 1 482 501                                                | 1 482 501                                                |
| 2000                                                     | 2000                                                     |                                                          | 1 494 641                                                | 1 494 641                                                |
| 2005                                                     | 2005                                                     |                                                          | 1 528 455                                                | 1 528 455                                                |
| 2010                                                     | 2010                                                     |                                                          | 1 580 297                                                | 1 580 297                                                |
| 2015                                                     | 2015                                                     |                                                          | 1 648 682                                                | 1 648 682                                                |
| 2020                                                     | 2020                                                     |                                                          | 1 734 443                                                | 1 734 443                                                |
| 2025                                                     | 2025                                                     |                                                          | 1 773 164                                                | 1 773 164                                                |
| Källa: SCB - Folkmängd efter region och tid.             |                                                          |                                                          |                                                          |                                                          |

## Kultur

### Traditioner

#### Kultursymboler och viktiga personligheter
Blasonering: Kvadrerad sköld, i första fältet Göteborgs vapen, i andra fältet Bohusläns vapen, i tredje fältet Dalslands vapen i courtoisie (med vapendjurens huvud vänt mot sköldens mittlinje), i fjärde fältet Västergötlands vapen.
Västra Götalands läns vapen är sammansatt av vapnet för residensstaden och vapnen för de tre landskap som huvudsakligen ingår i länet. Det registrerades i Patent- och registreringsverket 1998.